# (7433) Pellegrini
(7433) Pellegrini (1993 KD) – planetoida z pasa głównego asteroid okrążająca Słońce w ciągu 3,69 lat w średniej odległości 2,39 j.a. Odkryta 21 maja 1993 roku.